# أبناء نجمتهم المفضلة (مانغا)
أوشي نو كو (باليابانية: 推しの子، بالروماجي: Oshi no Ko) بالعربية (أبن نجمته المفضلة أو أبناء نجمتهم المفضلة)، سلسلة مانغا يابانية من كتابة "اكا اكاساكا" ورسوم "مينغو يوكوياري"، بدأ صدورها في مجلة يونغ جمب الأسبوعية منذ أبريل 2020، وإنتهت في نوفمبر 2024 بمجموع 16 مجلد تانكوبون منشور.
كما حصلت المانغا على أنمي تلفزيوني من إنتاج دوغا كوبو، عٌرض موسمه الأول بين أبريل ويونيو 2023 من 11 حلقة، وأُستكمل بموسم ثاني من 13 حلقة عرض بين 3 يوليو و6 أكتوبر 2024، مع الإعلان عن موسم ثالث سيُعرض في عام 2026.

## القصة
"غورو أميميا" هو طبيب نسائية مقيم يعمل في مشفى طرفي، تأتيه في يوم ما نجمة الآيدول المفضلة عنده "آي هوشينو" وهي حامل بعمر 16 عام واختار مدير اعمالها المشفى البعيد ليبقي على سرها بعيدًا عن العامة، يتعهد الطبيب غورو بأنه سيشرف على عملية ولادتها بأمان، في ليلة ولادتها يتعرض الطبيب إلى هجوم من شخص غامض يموت على أثره ليجد نفسه بعدها وأنه ولد من جديد كأحد توأمي النجمة آي بإسم أكوا، مع احتفاظه بكل ذكرياته من حياته السابقة، وشقيقته التوأم أيضًا أعيدت ولادتها من جديد وفي حياتها السابقة كانت احدى مريضات الدكتور غورو لكنها توفيت اثر مرضها.

## الشخصيات
أكوامارين هوشينو (星野 愛久愛海، Hoshino Akuamarin) / أكوا (アクア، Akua)
أداء صوتي: تاكيو أوتسوكا (أكوا المراهق)، يومي أوتشياما (أكوا الطفل)، كينت إتوه (غورو)
في الأصل هو طبيب نسائي مقيم في مشفى طرفي بإسم غورو أميميا (雨宮 吾郎، Amemiya Gorō)، ومن أشد معجبي الفنانة "آي هوشينو" يتكفل بالإشراف على ولادتها بعد أن تزوره في مشفاه وهي حامل، لكنه في يوم ولادتها يقتل من قبل أحد معجبيها المتعصبين، ليجد نفسه قد ولد من جديد كطفل للفنانة "آي".
روبي هوشينو (星野 瑠美衣، Hoshino Rubii)
أداء صوتي: يوريه إغوما (روبي)، تومويو تاكاياناغي (سارينا)
هي في الأصل مريضة متوفية بإسم سارينا تيندوجي (天童寺 さりな، Tendōji Sarina) كانت تحت اشراف الطبيب غورو، تجد نفسها بعد موتها قد ولدت من جديد كطفلة لنجمتها المفضلة "آي" بإسم "روبي"، بعد موت والدتها تقرر أن تتبع خطاها لتصبح نجمة غناء أيضًا.
آي هوشينو (星野 アイ، Hoshino Ai)
أداء صوتي: ريي تاكاهاشي
فتاة تعيش في ضواحي المدينة، من دون أب وامها كانت مسجونة، نشأت في ميتم حتى سن 12 سنة، تم اكتشافها وابرازها إلى عام الغناء من قبل رئيس وكالة "ستروبيري للانتاج" حتى أصبحت النجمة الرئيسية لفرقة "بي-كوماتشي"، في سن الـ 16 أصبحت حامل وولد بتوأمين أكوامارين وروبي بشكل سري، ثم عادت لعملها في النجومية حتى قتلت في سن الـ 20 عام على يد أحد معجبيها المتعصبين.
كانا أريما (有馬 かな، Arima Kana)
أداء صوتي: ميغومي هان
طفلة تعمل في مجال التمثيل وتحمل لقب "الطفلة الممثلة العبقرية التي تبكي خلال 10ثواني".
أكاني كوروكاوا (黒川 あかね، Kurokawa Akane)
أداء صوتي: ماناكا إيوامي
ميم تشو (MEMちょ، MEM-cho)
أداء صوتي: رومي أوكوبو
ايتشيغو سايتو (斎藤 壱護، Saitō Ichigo)
أداء صوتي: هيساو إغاوا
رئيس ومدير وكالة "ستروبيري" للانتاج التي تتبنى النجمة "آي" ومتبنيها الرسمي، وهو زوجته مياكو ياتو يتولون رعاية الطفلين بعد مقتل والدتهما.
مياكو سايتو (斎藤 ミヤコ، Saitō Miyako)
أداء صوتي: لين
زوجة إيتشيغو سايتو مالك الوكالة، وتصبح الراعية الرسمية لكل من أكوا وروبي بعد موت والدتهما.
تايشي غوتاندا (五反田 泰志، Gotanda Taishi)
أداء صوتي: ياسويوكي كاسي
وهو مخرج أفلام اكتشف موهبة أكوا ودعمه ليدخل إلى مجال التمثيل.

## وسائط المشروع

### مانغا
أوشي نو كو (ابناء نجمتهم) هي سلسلة مانغا من كتابة "أكا اكاساكا" ورسوم "مينغو يوكوياري"، بدأت بالصدور في مجلة السينين يونغ جمب الأسبوعية الصادرة عن دار نشر شوئيشا بدءًا من 23 أبريل 2020 وانتهت في 14 نوفمبر 2024.
نُشر المجلد الأول من فصولها المجمعة عن دار النشر نفسه في 17 يوليو 2020، بينما صدر المجلد رقم 16 والأخير لها في 18 ديسمبر 2024.

### أنمي
في يونيو 2022 تم الاعلان عن مشروع أنمي للمانغا، كشف في وقت لاحق بأن المشروع هو مسلسل أنمي تلفزيوني من انتاج ستوديو دوغا كوبو بإخراج "دايسكي هيراماكي" و"تشاو نيكونومي" في دور المخرج المساعد. المسلسل من كتابة "جين تاناكا"، وفي تصميم الشخصيات "كانّا هيراياما"، بينما الموسيقى من ألحان "تاكورو إيغا"، أغنية مقدمة الأنمي بعنوان "أيدول؛アイドル" من أداء يواسوبي، بينما أغنية الخاتمة بعنوان "ميفيستو؛メフィスト" من أداء كوين بي [الإنجليزية].
بدأ عرض الموسم الأول من الأنمي يوم 12 أبريل على المحطات اليابانية وانتهى يوم 28 يونيو 2023، بإجمالي 11 حلقة، بُثت الحلقة الأولى على مدة (90 دقيقة) في اصدار مطّول عن الحلقة التي تم عرضها في عدد من دور العرض اليابانية يوم 17 مارس من العام نفسه، أعلن عن موسم ثاني للأنمي بعد نهاية عرض الحلقة 11 من موسمه الأول.
الموسم الثاني من الأنمي عرض على 13 حلقة بداية من 3 يوليو وحتى 6 أكتوبر 2024، أغنية مقدمة الأنمي بعنوان قاتل (ファタール، Fatāru) من أداء مجموعة غينم (المتكونة من المغنيين تاتسويا كيتاني [الإنجليزية] و كينتو ناكاجيما) بينما أغنية النهاية بعنوان احتراق (Burning) من أداء فرقة الروك هيتسوجي بونغاكو [الإنجليزية]، كما أعلن عن موسم ثالث للأنمي في ختام الحلقة الأخيرة من الموسم الثاني.

## الجوائز والترشيحات
| قائمة الجوائز والترشيحات | قائمة الجوائز والترشيحات | قائمة الجوائز والترشيحات  | قائمة الجوائز والترشيحات | قائمة الجوائز والترشيحات | قائمة الجوائز والترشيحات |
| السنة                    | الجائزة                  | الفئة                     | المستلم                  | النتيجة                  | م.                       |
| ------------------------ | ------------------------ | ------------------------- | ------------------------ | ------------------------ | ------------------------ |
| 2021                     | جائزة المانغا القادمة    | أفضل مانغا                | أبناء نجمتهم المفضلة     | فوز                      |                          |
| 2024                     | جائزة طوكيو للأنمي       | أفضل مسلسل                | أبناء نجمتهم المفضلة     | فوز                      |                          |
| 2024                     | جوائز كرانشي رول للأنمي  | أنمي العام 2024           | أبناء نجمتهم المفضلة     | رُشِّح                      | [ 25 ]                   |
| 2024                     | جوائز كرانشي رول للأنمي  | أفضل سلسلة جديدة          | أبناء نجمتهم المفضلة     | رُشِّح                      | [ 25 ]                   |
| 2024                     | جوائز كرانشي رول للأنمي  | أفضل تصميم شخصيات         | أبناء نجمتهم المفضلة     | رُشِّح                      | [ 25 ]                   |
| 2024                     | جوائز كرانشي رول للأنمي  | أفضل مخرج                 | دايسوكي هيراماكي         | رُشِّح                      | [ 25 ]                   |
| 2024                     | جوائز كرانشي رول للأنمي  | أفضل إخراج فني            | أبناء نجمتهم المفضلة     | رُشِّح                      | [ 25 ]                   |
| 2024                     | جوائز كرانشي رول للأنمي  | أفضل أنمي درامي           | أبناء نجمتهم المفضلة     | رُشِّح                      | [ 25 ]                   |
| 2024                     | جوائز كرانشي رول للأنمي  | أفضل شخصية مساندة         | كانا أريما               | رُشِّح                      | [ 25 ]                   |
| 2024                     | جوائز كرانشي رول للأنمي  | أفضل أغنية أنمي           | أبناء نجمتهم المفضلة     | فوز                      | [ 25 ]                   |
| 2024                     | جوائز كرانشي رول للأنمي  | أفضل موسيقى تصويرية أصلية | أبناء نجمتهم المفضلة     | رُشِّح                      | [ 25 ]                   |
| 2024                     | جوائز كرانشي رول للأنمي  | أفضل شارة بداية           | أبناء نجمتهم المفضلة     | رُشِّح                      | [ 25 ]                   |
| 2024                     | جوائز كرانشي رول للأنمي  | أفضل شارة نهاية           | أبناء نجمتهم المفضلة     | رُشِّح                      | [ 25 ]                   |
| 2025                     | جوائز كرانشي رول للأنمي  | أفضل سلسلة أنمي مستمرة    | أبناء نجمتهم المفضلة     | رُشِّح                      | [ 26 ]                   |
| 2025                     | جوائز كرانشي رول للأنمي  | أفضل أنمي درامي           | أبناء نجمتهم المفضلة     | رُشِّح                      | [ 26 ]                   |
| 2025                     | جوائز كرانشي رول للأنمي  | أفضل أغنية أنمي           | أبناء نجمتهم المفضلة     | رُشِّح                      | [ 26 ]                   |
| 2025                     | جوائز كرانشي رول للأنمي  | أفضل شارة بداية لأنمي     | أبناء نجمتهم المفضلة     | رُشِّح                      | [ 26 ]                   |
| 2025                     | جوائز كرانشي رول للأنمي  | أفضل شارة نهاية لأنمي     | أبناء نجمتهم المفضلة     | رُشِّح                      | [ 26 ]                   |

## الإستقبال
في أبريل تخطت المانغا المليون نسخة مطبوعة، وحتى أكتوبر 2022 تجاوزت النسخ المطبوعة منها 3 ملايين نسخة.
حصلت مانغا "اوشي نو كو" على المركز #11 في قائمة كونو مانغا غا سوغوي! [الإنجليزية] الصادرة عن دار النشر تاكاراجيماشا [الإنجليزية] (لأفضل المانغات للقراء الذكور) لسنة 2021، وعلى المركز #7 في عام 2022 لنفس القائمة.
في أغسطس 2021، حصلت على جائزة المانغا القادمة عن فئة المطبوعات، كما رُشحت لجائزة شوغاكوكان للمانغا رقم 67 عن الفئة العامة، ولجائزة أوسامو تيزوكا الـسادسة والعشرين سنة 2022.
وحلت السلسلة في المرتبة الخامسة ضمن تصويت "الأنميات الأكثر انتظارًا" لعام 2022 الذي أجرته خدمة انمي اليابان [الإنجليزية].

## طالع أيضًا
- كاغويا ساما: الحب حرب
- ليكوريس ريكويل (أنمي)
- قائمة حلقات أبناء نجمتهم المفضلة
- قائمة فصول مانغا أبناء نجمتهم المفضلة
- فصل النخبة
- طوكيو ريفينجرز
- آيدول ياباني
- أنمي
- الأنمي في 2023

## روابط خارجية
- صفحة المانغا الرسمية على موقع يونغ جمب الأسبوعية (باليابانية)
- صفحة المانغا الرسمية على موقع "مانغا بلاس"
- الموقع الرسمي للأنمي (باليابانية)
- أوشي نو كو (مانجا) في شبكة أخبار الأنمي